# Kanton Ticino
Republika in kanton Ticino, manj uradno kanton Ticino ali le Ticino (nemško, francosko in retoromansko Tessin), je eden izmed 26 kantonov Švicarske konfederacije. Sedež kantona je Bellinzona, največje mesto pa Lugano.
Imenuje se po svoji osrednji reki Ticino in je najjužnejši izmed švicarskih kantonov. Je edini kanton, ki leži skoraj v celoti južno od Alp in je z gorami odrezan od Švicarske planote. Zaradi svojega položaja ima toplejše podnebje od večine Švice, s preostankom države pa ga povezuje pomembna infrastruktura, med drugim Gotthardska železnica in bazni predor Gotthard.
Zavzema večino italijansko govorečega območja Švice in je poleg trojezičnega Graubündna eden od dveh kantonov, kjer je italijanščina uradni jezik. Na severozahodu prek Gottharda in sosednjih gorovij meji na kanton Valais, na severu na kanton Uri in na severovzhodu na kanton Graubünden. Na jugu in zahodu meji na Italijo, obkroža pa tudi majhno italijansko enklavo Campione d'Italia ob Luganskem jezeru.
Ozemlje današnjega kantona so v 15. stoletju italijanskim mestnih državam odvzele razne švicarske sile v čezalpskih pohodih stare Švicarske konfederacije. V Helvetski republiki, ustanovljeni 1798, je bilo razdeljeno med novoustanovljena »kantona« Bellinzona in Lugano; ta sta se po zakonu o mediaciji leta 1803 združila v današnji kanton. Do leta 1878 so se trije največji kraji Bellinzona, Lugano in Locarno izmenjevali kot glavna mesta, od 1878 pa je edino glavno mesto Bellinzona.

## Upravna delitev
Kanton je razdeljen na osem okrajev (distretti), ki se nadalje delijo na 106 občin:
- okraj Bellinzona
  - občine Arbedo-Castione, Lumino, Bellinzona, Cadenazzo, Isone, Sant’Antonino
- okraj Blenio
  - občine Acquarossa, Serravalle, Blenio
- okraj Leventina
  - občine Airolo, Bedretto, Faido, Bodio, Giornico, Personico, Pollegio, Dalpe, Prato, Quinto
- okraj Locarno
  - občine Gambarogno, Ascona, Brissago, Losone, Ronco sopra Ascona, Locarno, Muralto, Orselina, Centovalli, Terre di Pedemonte, Brione sopra Minusio, Cugnasco-Gerra, Gordola, Lavertezzo, Mergoscia, Minusio, Tenero-Contra, Onsernone, Verzasca
- okraj Lugano
  - občine Agno, Bioggio, Cademario, Muzzano, Vernate, Alto Malcantone, Aranno, Miglieglia, Novaggio, Capriasca, Origlio, Ponte Capriasca, Arogno, Bissone, Brusino Arsizio, Val Mara, Lugano, Caslano, Curio, Magliaso, Neggio, Pura, Collina d’Oro, Grancia, Melide, Morcote, Paradiso, Vico Morcote, Astano, Bedigliora, Tresa, Bedano, Gravesano, Manno, Mezzovico-Vira, Monteceneri, Torricella-Taverne, Cadempino, Canobbio, Comano, Cureglia, Lamone, Massagno, Porza, Savosa, Sorengo, Vezia
- okraj Mendrisio
  - občine Balerna, Castel San Pietro, Chiasso, Morbio Inferiore, Breggia, Vacallo, Coldrerio, Mendrisio, Riva San Vitale, Novazzano, Stabio
- okraj Riviera
  - občini Biasca, Riviera
- okraj Vallemaggia
  - občine Lavizzara, Avegno Gordevio, Maggia, Bosco/Gurin, Campo, Cerentino, Cevio, Linescio